# Digital Event
Digital event – typ wydarzenia, w którym udział odbywa się wyłącznie lub głównie w środowisku wirtualnym, bez konieczności obecności w fizycznej lokalizacji. Digital eventy różnią się stopniem interakcji z użytkownikiem. Często starają się stworzyć doświadczenie jak najbardziej podobne do swoich fizycznych odpowiedników.
Wirtualne eventy znajdują szerokie zastosowanie, obejmujące takie typy wydarzeń, jak m.in. premiery produktów, webinaria, konferencje, szkolenia, targi, prezentacje, prelekcje, dni otwarte czy wydarzenia o charakterze rozrywkowym. Są wykorzystywane zarówno do realizacji celów wewnętrznych (np. szkolenie firmowe lub impreza integracyjna), jak również zewnętrznych (np. premiera produktu, targi).
Powszechnie przyjętą metodą transmisji sygnału z eventu online jest live streaming.

## Branża eventów a COVID-19
Brak możliwości organizacji tradycyjnych wydarzeń przez pandemię koronawirusa spowodował gwałtowny boom branży wirtualnych eventów. Według wielu statystyk branża ta uchodzi za najszybciej rosnącą i jest na podium tuż za branżą e-commerce. Szacuje się, że do roku 2027 rynek wirtualnych eventów wzrośnie z 94 mld USD do 404 mld USD przychodu.